# Charles F. Hamilton

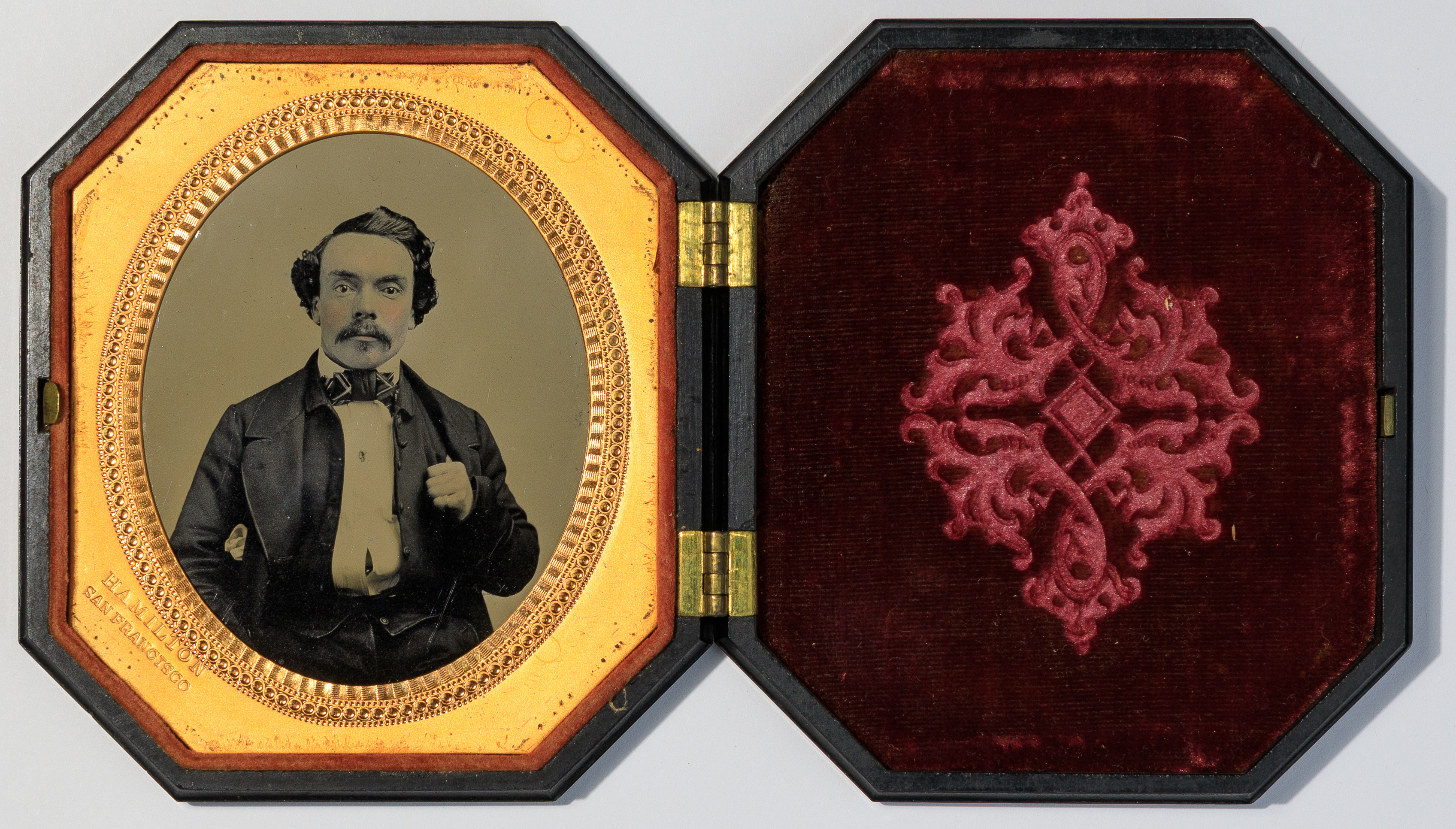
Von Charles F. Hamilton hergestelltes Porträt eines unbekannten Mannes (Sechstelplatte). Auf der linken unteren Seite des Metallrahmens sind mit Schlagstempeln die Worte „Hamilton San Francisco“ eingeprägt.

Charles F. Hamilton (* um 1825 in Irland; fl. bis 1872 in San Francisco, Kalifornien) war ein irisch-amerikanischer Daguerreotypist, Ambrotypist, Immobilienmakler und einer der frühen Fotopioniere in den Vereinigten Staaten. Hamiltons Tätigkeit als Fotograf in San Francisco war von seinen zahlreichen wechselnden Geschäftspartnerschaften geprägt. Im Gegensatz zu Charles F. Hamiltons Werken, die mit der Angabe „Hamilton San Francisco“ versehen sind, stammen Daguerreotypien und Ambrotypien mit der alleinigen Angabe „Hamilton“ von anderen Fotografen.

## Leben und Werk
Charles F. Hamilton wurde um 1825 in Irland geboren. Wann er in die Vereinigten Staaten kam, ist nicht bekannt. Aus einer im San Francisco Daily Herald erschienenen Anzeige vom 2. Mai 1852 geht hervor, dass Hamilton sich schon vor seiner Ankunft in Kalifornien als Fotograf betätigt hatte:
| Charles F. Hamilton, Daguerrean Artist, respectfully informs the inhabitants of San Francisco, that he has recently opened an establishment on Clay street, for the purpose of practicing the Daguerreotpye [sic] art. From a long experience in the business in the Northern and Southern States, he is able to produce Dauerreotype Likenesses, which for accuracy of resemblance and beauty of execution, cannot be excelled | Charles F. Hamilton, Daguerreotypie-Künstler, erlaubt sich, den Bürgern San Franciscos ehrerbietig bekanntzugeben, dass er kürzlich ein Etablissement zum Zwecke der Herstellung von Daguerreotypien in der Clay Street eröffnet hat. Aufgrund langer Erfahrung in diesem Geschäft in den nördlichen und südlichen Staaten ist er in der Lage, daguerreotypische Porträts herzustellen, die hinsichtlich ihrer Ähnlichkeit und ihrer technischen Feinheit nicht zu übertreffen sind. |

Am 13. Mai 1852 ging Hamilton eine Geschäftspartnerschaft mit dem Daguerreotypisten Lorenzo G. Chase ein, der zwischen 1844 und 1849 als Fotograf in Boston belegt ist, der aber schon nach kurzer Zeit wieder aus dem Geschäft ausschied und Ende 1852 nach Boston zurückkehrte.
Mitte September 1852 schloss sich Hamilton mit seinem neuen Partner Thomas N. Starr zusammen, der ebenfalls schon als Fotograf an der Ostküste der Vereinigten Staaten aufgetreten war. Auch diese Geschäftspartnerschaft war nur von kurzer Dauer; spätestens Mitte April hatte Hamilton seinen Anteil an Starr verkauft.

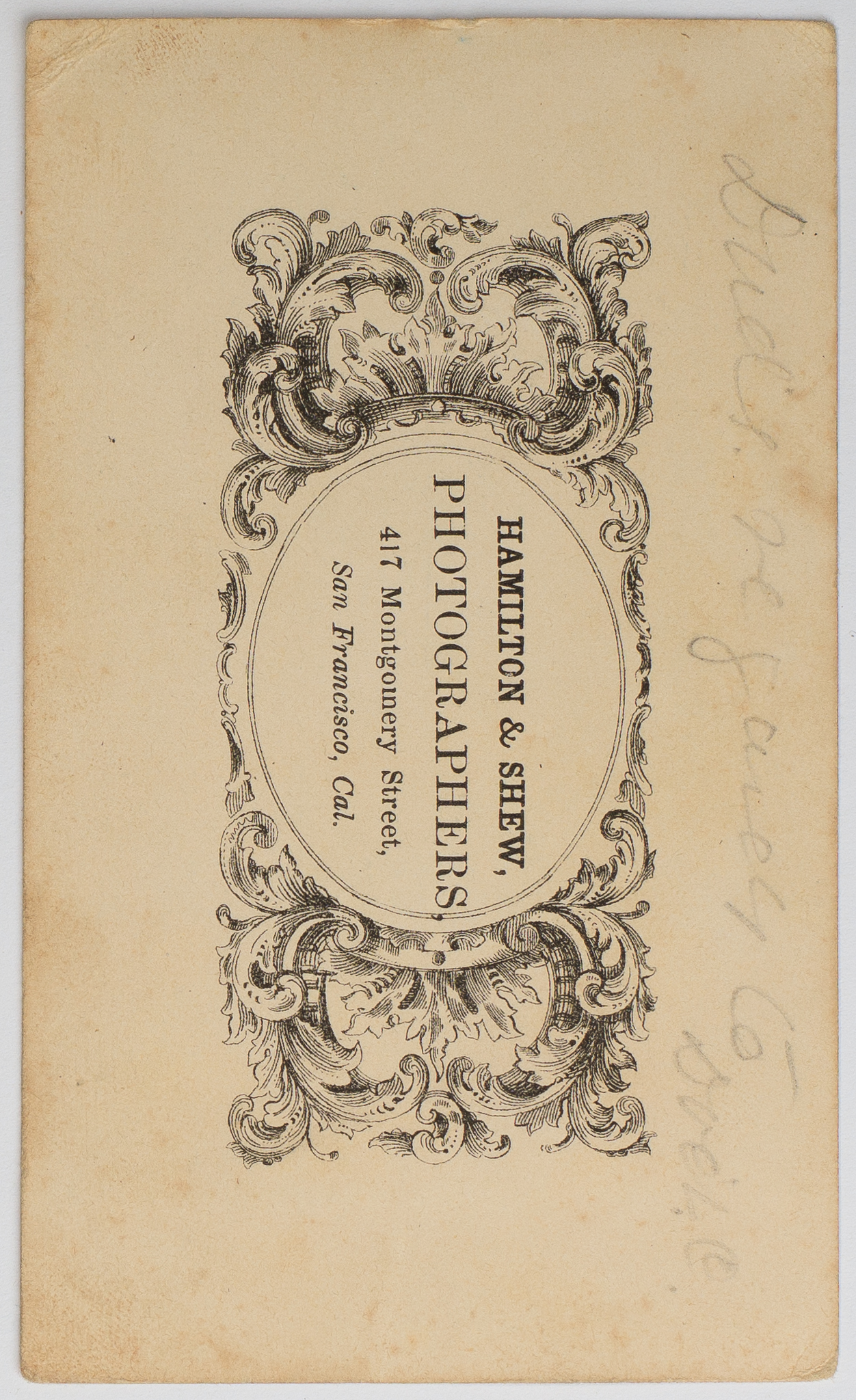
Revers einer Carte-de-Visite von Jacob Shew und Hamilton

Ab September 1854 ist Hamilton als Geschäftspartner von Jacob Shew belegt. Zusammen mit Shew schaltete Hamilton zahlreiche Zeitungsanzeigen, die auf ein gehobenes Publikum ausgerichtet waren und die technischen Fähigkeiten der beiden Fotografen hervorhoben. Palmquist und Kailborn erklären die Werbeoffensive von Hamilton und Shew in ihrem Standardwerk Pioneer Photographers of the Far West mit dem Umstand, dass Shews älterer Bruder William auf der gegenüberliegenden Seite der Clay Street ein renommiertes Studio betrieb und vermutlich eine große Konkurrenz darstellte.
Am 4. Juni 1856 heiratete Hamilton Mary E. Garvey und im selben Jahr fand er in George McCown wiederum einen neuen Geschäftspartner. Und auch diese Partnerschaft hielt nicht lange; schon im darauffolgenden Jahr reichte Hamilton bei der ersten Gewerbe- und Industrieschau des San Francisco Mechanics’ Institute 23 Ambrotypien unter seinem alleinigen Namen ein, für die er einen dritten Preis erhielt. Ein Jahr später, bei der zweiten Gewerbe- und Industrieschau erhielt Hamilton eine Goldmedaille. Die Juroren urteilten: 
| Mr. C. F. H.’s Ambrotypes are considered by the judges to be generally superior to others in the delicacy and transparency of the shadows, and the good taste and judgement apparent in the positions and accessories. One, of a middle aged gentleman, with white hair, is, in their opinion, a very excellent picture, one of the very best on exhibition. The Ambrotypes of children are particularly good; the position well chosen, and the pictures, sharp, delicate, and well toned. | Die Juroren halten Herrn C. F. H.s Ambrotypien in ihrer Feinheit, der Transparenz der Schatten, sowie dem in den Körperhaltungen und den Accessoires ablesbaren guten Geschmack für generell besser als diejenigen Anderer. Eine, einen mittelalten Mann mit weißem Haar darstellend, ist nach dem Urteil der Juroren ein äußerst exzellentes Bild, das zu den besten der Ausstellung gehört. Die Ambrotypien von Kindern sind besonders gelungen; ihre Körperhaltungen sind wohl gewählt und die Bilder scharf, fein und mit einer guten Tonalität. |

Im April 1859 trat Hamilton zusammen mit Reuben F. Lovering als „Hamilton and Company“ auf. Eine Anzeige in Hutchings’ California Magazine hebt hervor, dass keine ungelernten Kräfte bei der Herstellung der Fotografien eingesetzt würden, wie es ansonsten zuweilen in diesem Geschäftszweig vorkam. Zwei Monate später erschienen unter den Titeln South View of Fort Point and the Golden Gate, The Old Mission Church and Buildings, Built in 1776, View of the Presidio, sowie View of the Mission Dolores, From the Potrero vier auf Fotografien Hamiltons basierende Holzschnitte mit Stadtansichten von San Francisco in derselben Publikation. Ende des Jahres 1859 firmierten die beiden Partner als „Hamilton and Lovering“. In der dritten Gewerbe- und Industrieschau des Mechanics’ Institute erzielten ihre Arbeiten nach denjenigen von Robert H. Vance den zweiten Platz.

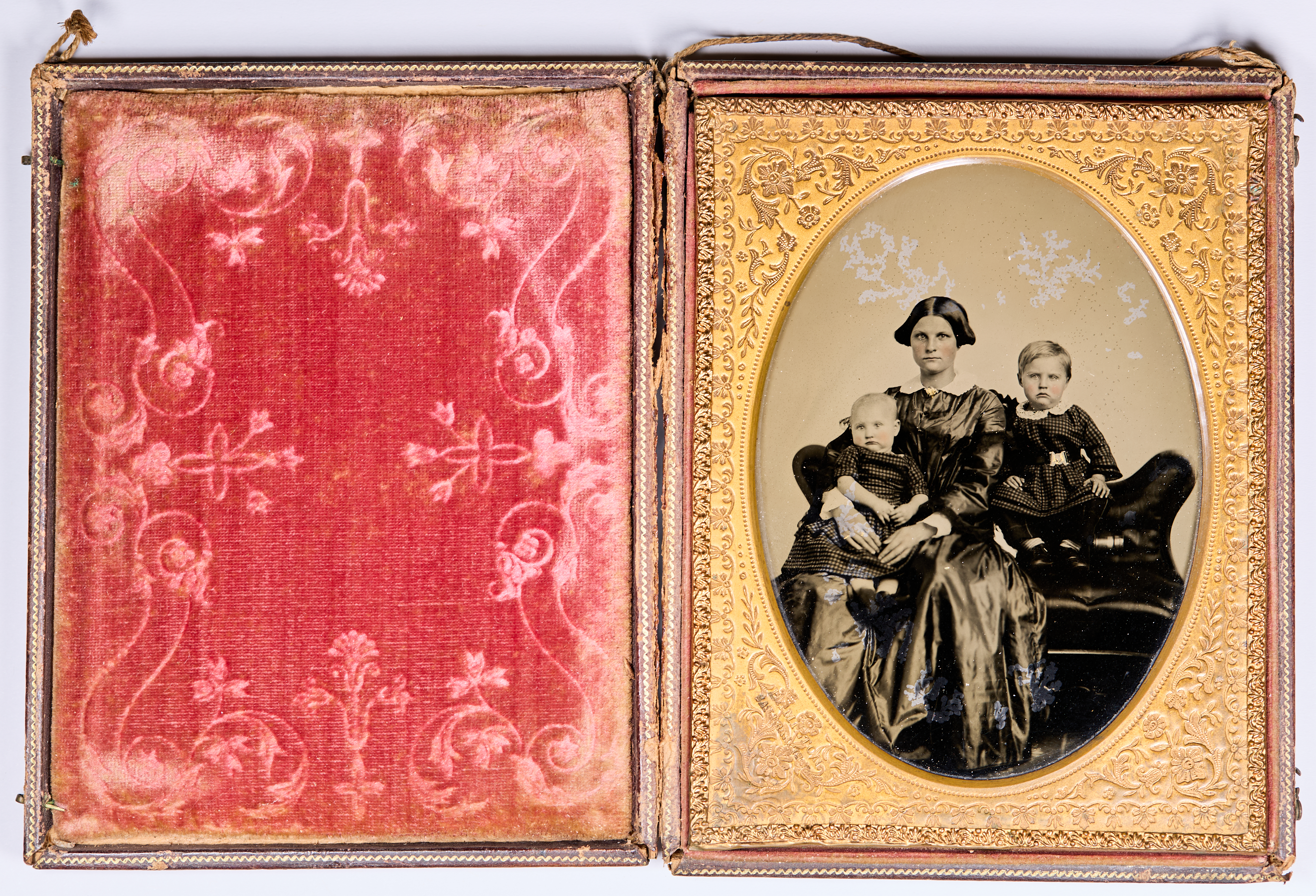
Von Hamilton angefertigte Ambrotypie. Halbe Platte.

Bei der California State Fair des Jahres 1860 erzielten die Arbeiten Hamiltons und Loverings erste Plätze in den Kategorien „best life-size photograph“, „best photograph retouched with India ink“, „best small-size photograph“ und „best ambrotype“. Der United States Census 1860 weist für Hamilton einen Immobilienbesitz im Wert von 3000 Dollar und einen persönlichen Besitz von 500 Dollar nach.
Im Jahr 1863 ließen Hamilton und Jacob Shew ihre Partnerschaft kurzzeitig wieder aufleben. Zwischen 1864 und 1865 bestand eine Partnerschaft mit Andrew J. Kellogg unter dem Titel „Hamilton and Kellogg“. Ein Jahr später ist Hamilton als „Trustee“ der San Francisco Photographic Artist’s Association gelistet. Zu diesem Zeitpunkt hatte er laut Palmquist und Kailborn bereits die amerikanische Staatsbürgerschaft erhalten. Um das Jahr 1867 betrieb Hamilton gemeinsam mit Alexander Scott Tidball eine Galerie in der Montgomery Street 513. Dieser Partnerschaft schloss sich später kurzzeitig George Daniels Morse an, weshalb das Unternehmen als „Hamilton, Tidball and Morse“ firmierte. 
Spätestens seit 1869 betätigte Hamilton sich als Immobilienmakler in San Francisco. Sein Maklerbüro in der Montgomery Street 424 bestand bis mindestens 1872. Danach verliert sich seine Spur.

## Verbleib der Werke

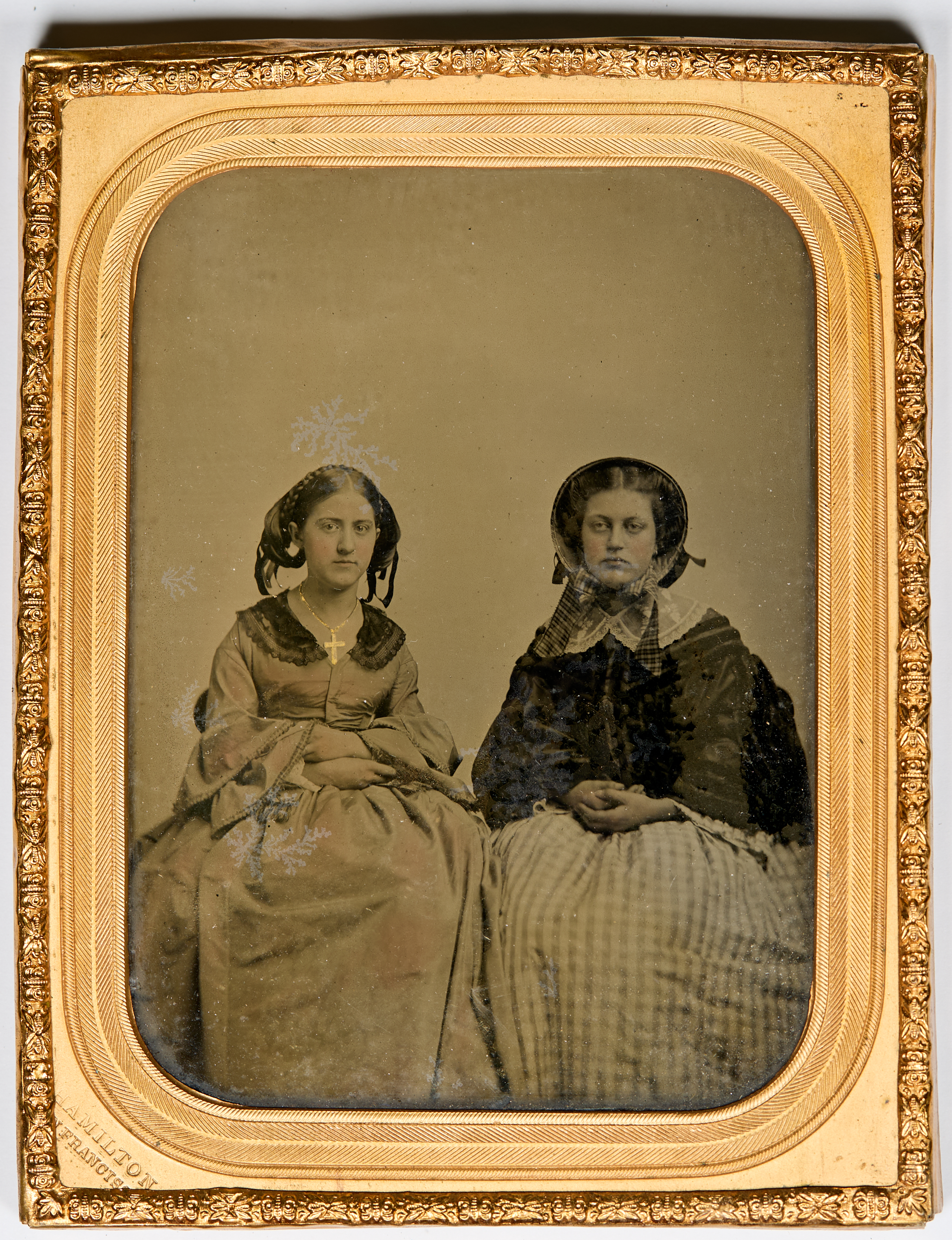
Von Hamilton angefertigte Ambrotypie. Halbe Platte.

Daguerreotypien und Ambrotypien von Charles F. Hamilton sind in der Bancroft Library der University of California, Berkeley, der San Francisco Public Library sowie der California Historical Society nachgewiesen. Darüber hinaus halten die Bibliothek der University of the Pacific in Stockton, die Marriott Library der University of Utah und das George Eastman House weitere Werke Hamiltons. In der von Palmquist selbst über den Zeitraum von 30 Jahren aufgebauten Sammlung befinden sich zwei Daguerreotypien, fünf Ambrotypien, vier Holzschnitte nach der Vorlage von Hamiltons Werken, sowie sechs Cartes de Visites. Drei Ambrotypien aus der Frank Schulenburg Photographic Collection sind über Wikimedia Commons verfügbar.